# Najat Aâtabou
Najat Aâtabou (en berbère : ⵏⴰⵊⴰⵜ ⵄⵜⴰⴱⵓ, en arabe : نجاة أعتابو ; née le 9 mai 1960 à Khémisset au Maroc) est une compositrice et chanteuse amazighe de chaâbi marocain. Elle est parfois surnommée « la Lionne de l'Atlas ».

## Biographie
Originaire d'un petit village, Najat Aâtabou n'était pas destinée à chanter mais à devenir avocate lorsqu'un enregistrement pirate de sa voix la révèle au grand public marocain avec ce titre emblématique J'en ai marre, une chanson tirée d'une histoire vraie, sur la tristesse des femmes et les complications de la vie amoureuse.
Elle chante tour à tour en arabe, en berbère et en français. Sa vraie vocation est la défense des droits de la Femme marocaine en chantant les thèmes de l'infidélité, de l'inégalité et du mensonge. En 1983, elle sort son premier album, intitulé The Voice of the Atlas, sur lequel on y trouve sa chanson emblématique « J’en ai marre », s'est vendu à plus de trois millions d'exemplaires[réf. nécessaire]. Depuis, chaque année, elle sort un album d’au moins sept titres. Égérie de Maroc Telecom depuis des années, puis choisie également par le groupe Addoha pour la publicité du complexe Al Firdaous à Rabat, elle reste sollicitée par différentes marques pour utiliser son image.
En trente ans de carrière, elle compte plus de 500 titres et de nombreux succès. En septembre 2019, elle est engagée pour présenter une émission Jalassat Maa Najat, sur la nouvelle chaîne satellitaire saoudienne MBC5 qui promet une multitude de divertissements familiaux entièrement dédiés aux pays du Maghreb.

## Festivals
Depuis 1983, Najat Aatabou multiplie les succès. Elle chante à l'Olympia en France, au théâtre Florence en Italie, au Lincoln Center for the Performing Arts, puis Millennium Park à Chicago,,.
Au Maroc, elle a participé au Festival international du Raï, Festival Timitar, Festival de la musique Sacré, Festival Mawazine, Festival International Jawhara, Festival International de Casablanca, Festival Amazigh Tifawin, Festival Twiza, Festival des Pommes, Moussem de Tantan, et Jawla Maroc Télécom. Dans le reste du monde, elle a fait différentes participations comme le Festival Rio Loco, Smap Exposition, 100 % chaâbi, Festival Hafla Anissa, Maghreb Sensation, Den Boch Maasoport, Night Ramadan, Grésilles en fête, Festival de Madrid, Maroc en 3 cultures, Festival du monde arabe au Canada, Soirée Addoha à Abu Dubaï, et Festival Womex.

## Vie personnelle
Elle est mère de 2 enfants, Samia Dikouk et Wadie Dikouk. Sa fille Samia s'est lancée dans le monde de la musique en 2019, sous le nom artistique Samia Dallal, avec son premier titre Ghab Lmaaqoul. 